# Henu-Krone
Die Henu-Krone (auch Straußenfederkrone) war seit dem Neuen Reich eine oft verwendete altägyptische Insigne. Die Henu-Krone bestand aus zwei zentralen Maat-Straußenfedern, die auf einem mit Sonnenscheibe ausgestatteten Widdergehörn  befestigt waren. Am Widdergehörn waren an den beiden Seiten außerhalb der Straußenfedern zusätzlich jeweils zwei Uräen mit Sonnenscheibe angebracht.

## Mythologische Verbindungen
Im Alten Ägypten war die Henu-Krone das Herrschaftszeichen verschiedener Könige (Pharaonen), so unter anderem von Hatschepsut, Ramses II. und Sethos I., der an der westlichen Wand der zweiten Hypostylhalle im abydenischen Totentempel auf einem Relief zu sehen ist, wo er während der Krönung vor Amun-Re mit der Henu-Krone niederkniet, um von Amun-Re als rechtmäßiger König von Ägypten ernannt zu werden.
Auch Gottheiten trugen die Henu-Krone, beispielsweise Hor-Behdeti, Wadj-tep und Osiris, der im Neuen Reich unter anderem als Mumie mit Krummstab und Geißel in den Armen abgebildet war; statt eines Kopfes trug Osiris einen Djed-Pfeiler, auf dem die Henu-Krone angebracht war.
Die Bedeutung der Henu-Krone ist nicht eindeutig geklärt. Da sie in zahlreichen Belegen auch gemeinsam mit dem Morgenhaus genannt wird, könnte die Henu-Krone im Zusammenhang des Sonnenaufganges das Zeichen der täglichen Wiedergeburt gewesen sein. Als weitere Möglichkeit wird die Henu-Krone als Symbol für das königliche Reinigungsritual angesehen, bevor der Herrscher oder der ihn vertretende Priester den vorderen Raum eines Tempels betrat, um mit den Göttern Kontakt aufzunehmen.